# Horodenka
Horodenka (ukr. Городенка) – miasto w rejonie kołomyjskim, w obwodzie iwanofrankowskim, na Ukrainie. Historycznie leży na Pokuciu. Do 2020 stolica rejonu horodeńskiego.
W mieście rozwinął się przemysł spożywczy.

## Demografia
- 1800: ponad 5 tys. mieszkańców[3];
- 1870: 8824 mieszkańców, w tym 4726 grekokatolików, 3157 żydów, 857 rzymskich katolików, 78 Ormian;
- 1880: 10227 mieszkańców;
- 1900: 11613 mieszkańców, w tym 4255 Żydów[4];
- 1921: 10054 mieszkańców, w tym 5390 Ukraińców, 3081 Żydów, 1571 Polaków[5];
- 1931: 12303 mieszkańców[5];
- 1939: 14 tys. mieszkańców[5], w tym 3750 Żydów[6];
- 1989: 12 600 mieszkańców[7]
- 2013: 9386 mieszkańców[8].

## Historia

Dawny polski herb Horodenki

Pierwsza pisemna wzmianka o Horodence jako wsi zamieszkanej przez rolników i rzemieślników pochodzi z 1195 roku. W XVI wieku w Horodence osiedlili się pierwsi Żydzi, w XVII wieku - pierwsi Ormianie. Po otrzymaniu z rąk króla Jana II Kazimierza Wazy w 1668 roku prawa magdeburskiego i uzyskaniu przywilejów w handlu i rzemiośle od Potockich w 1743 roku, Żydzi wygrali w mieście rywalizację z Ormianami.
Pod panowaniem austriackim od 1772 r., początkowo w powiecie tyśmienickim cyrkułu halickiego, od 1786 r. w cyrkule zaleszczyckim, następnie jako miasto powiatowe. 22 maja 1862 r. doszło do wielkiego pożaru Horodenki, w wyniku którego doszczętnie spłonęło 21 domostw.
W II Rzeczypospolitej - stolica powiatu w województwie stanisławowskim oraz gminy Horodenka.
W okresie międzywojennym Horodenka była siedzibą komisariatu Straży Celnej „Horodenka”.
We wrześniu 1939 w miejscowości stacjonowały 216. i 217. eskadry bombowe. oraz 16 eskadra towarzysząca. 
Od września do grudnia 1939 r. NKWD aresztowało 100 osób, głównie policjantów, wojskowych i urzędników, w tym starostę Leona Rutkowskiego i burmistrza Tomkiewicza. W tym czasie w mieście działała ekspozytura tajnej polskiej organizacji, która ułatwiła 22 oficerom i podoficerom Wojska Polskiego przedostanie się do Rumunii. W lutym 1940 NKWD z terenu parafii w Horodence zesłało na Syberię 1280 osób. 11 listopada 1941, w polskie Święto Niepodległości, Niemcy, których aktywnie wspierała Ukraińska Policja Pomocnicza, aresztowali 16 Polaków, głównie ze środowiska inteligenckiego, z których 14 rozstrzelano w więzieniu w Kołomyi. W latach 1943–1945 miasto było schronieniem dla ludności z okolicznych wiosek przed atakami OUN-UPA. Niemniej jednak nacjonaliści ukraińscy zamordowali na okolicznych drogach 20 Polaków.
Podczas okupacji niemieckiej doszło do całkowitej zagłady Żydów w Horodence. 5 lipca 1941 (zajęcie miasta przez wojska węgierskie) ludność ukraińska urządziła pogrom polegający na grabieży mienia żydowskiego. Pierwszą masową egzekucję Żydów Horodenki przeprowadziło 4 grudnia 1941 gestapo z Kołomyi rozstrzeliwując 2,6 tys. ludzi, w tym 1 tys. dzieci, w lesie między wsiami Siemakowce i Michalcze. Między grudniem 1941 a wrześniem 1942 istniało w Horodence getto, do którego dosiedlono Żydów z sąsiednich miejscowości oraz Żydów węgierskich. Getto zlikwidowano drogą kolejnych egzekucji i deportacji. Ł.M. Sołowka ocenia, że w Horodence i okolicy zabito 3250 Żydów, pozostali w liczbie około 2 tys. zginęli w obozie śmierci w Bełżcu i w Kołomyi. 
Żydów w Horodence ukrywały polskie rodziny Bombasów i Otwinowskich, za co po wojnie Instytut Jad Waszem uhonorował Rozalię Bombas, jej córkę Zuzannę Jakubską (z d. Bombas) i Bronisławę Otwinowską tytułami Sprawiedliwych wśród Narodów Świata.
25 marca 1944 miasto ponownie zajęła Armia Czerwona. W kwietniu i czerwcu 1944 Horodenka przeszła ciężkie bombardowania Luftwaffe. W 1945 roku polska ludność miasta została ekspatriowana do Polski. Część polskich mieszkańców Horodenki została przesiedlona do Racławic Śląskich koło Prudnika.

## Zabytki

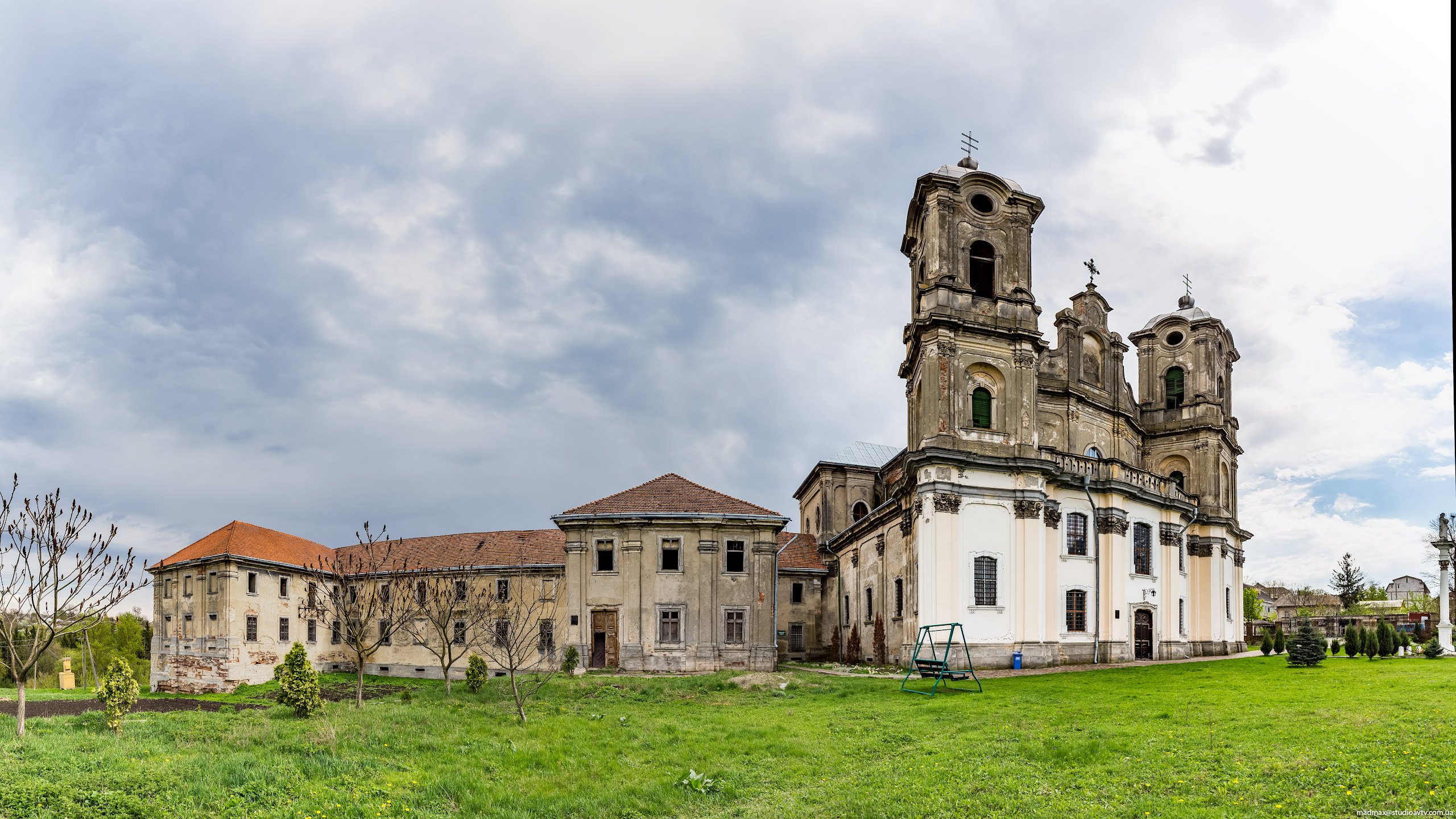
Kościół Niepokalanego Poczęcia Najświętszej Maryi Panny i klasztor Teatynów w Horodence

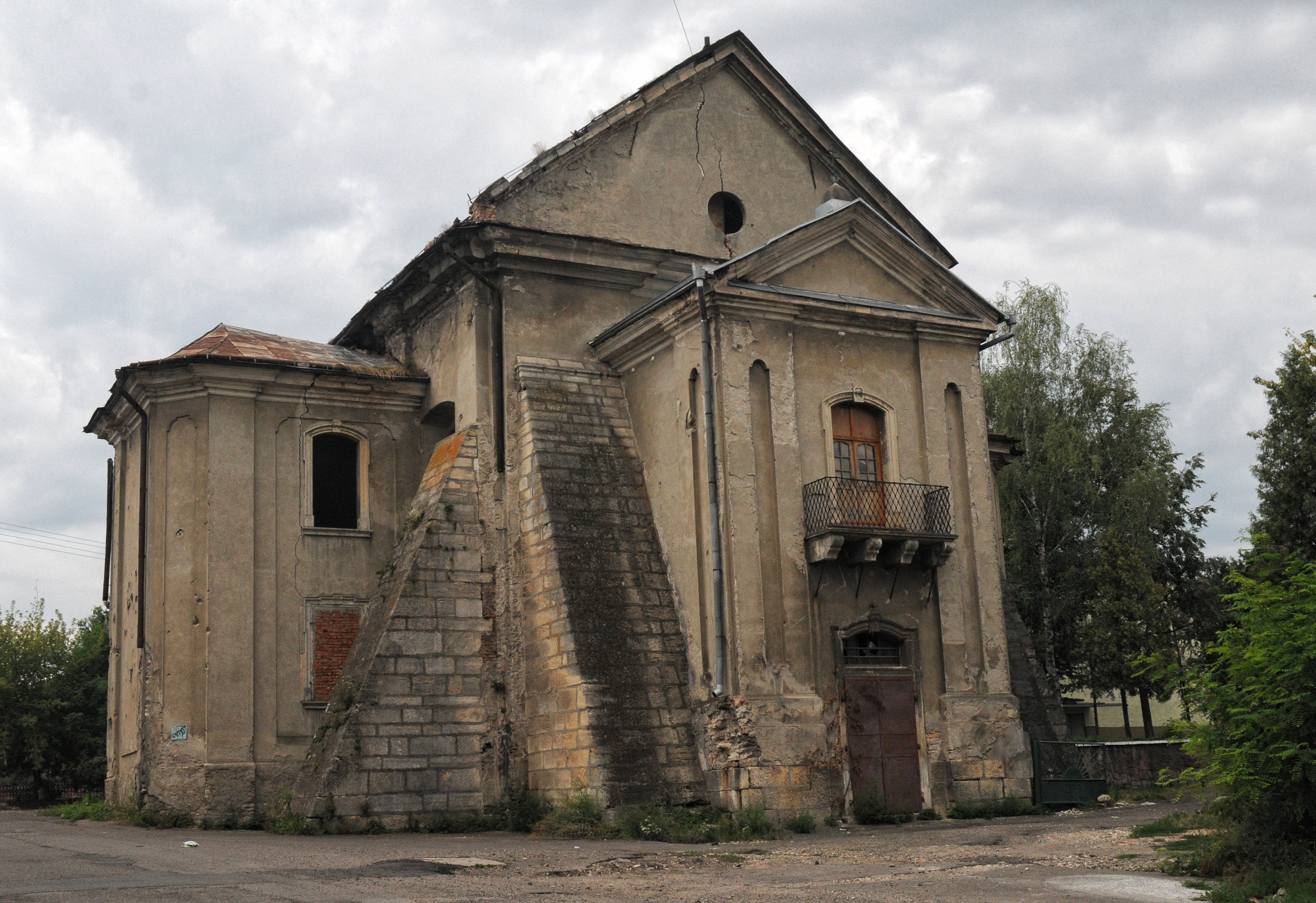
Kościół ormiański

- Kościół Niepokalanego Poczęcia NMP i klasztor misjonarzy w Horodence
- zamek[18].  W XV wieku zbudowano tu zamek, spalony podczas powstania Chmielnickiego przez miejscowych chłopów pod wodzą Semena Wysoczana.
- Kościół ormiański pw. Niepokalanego Poczęcia Najświętszej Marii Panny z 1707 r., fundowany przez  strażnika wielkiego koronnego Szczepana (Stefana) Potockiego[19].
- Cerkiew pw. Zaśnięcia Najświętszej Panny Marii (zdaniem Zbigniewa Hornunga, projektowana przez Marcina Urbanika, konsekrowana w 1766[20]).

## Ludzie związani z Horodenką
- Mikołaj Bazyli Potocki
- Jan Jerzy Pinzel
- Bernard Meretyn
- Leon Rutkowski-Koczur (1893-1940), major saperów Wojska Polskiego, kawaler Orderu Virtuti Militari, do 1939 zamieszkiwał w Horodence, ofiara zbrodni katyńskiej.
- Kazimierz Roszko – ksiądz katolicki, trirytualista, armenista, w l. 1942 - 1945 proboszcz parafii ormiańskiej w Horodence.

### Ludzie urodzeni w Horodence
- Kasper Cięglewicz – polski działacz niepodległościowy, powstaniec listopadowy, poeta,
- Mieczysław Romanowski, ur. 12 kwietnia 1833 w Żukowie koło Horodenki, zm. 24 kwietnia 1863, powstaniec styczniowy, poeta,
- Alfred Fiderkiewicz – polski działacz ruchu robotniczego i ludowego, poseł na Sejm I kadencji w II RP, prezydent Krakowa,
- Seweryn Hammer – polski filolog klasyczny, profesor Uniwersytetu Poznańskiego i Jagiellońskiego,
- Jan Stebnowski – polski malarz, kartograf i publicysta,
- Salomon Flohr - szachista, jeden z czołowych zawodników I połowy XX wieku
- Krzysztof Staniecki – ksiądz diecezji opolskiej, trirytualista, mitrat, doktor teologii, proboszcz greckokatolickiej parafii w Gliwicach i rektor tamtejszego ormiańskokatolickiego kościoła Trójcy Świętej.
- Józef Szydłowski – dyrektor C. K.Gimnazjum Gimnazjum Cesarza Franciszka Józefa w Dębicy[21][22].
- Jan Ćwikliński – polski kapitan żeglugi wielkiej, kapitan statków towarowych i pasażerskich, w tym MS Batory.

## Sport
Do 1939 roku w mieście funkcjonował klub piłkarski Strzelec Horodenka.

## Pobliskie miejscowości
- Kołomyja
- Obertyn (Abdank)
- Ottynia
- Zaleszczyki